# Christian Gandu
Christian Gandu (1 juli 1992) is een uit Congo-Kinshasa afkomstig voetballer die als aanvaller speelt.
Hij kwam op z'n negende naar Nederland. Gandu, die als vleugelaanvaller speelt, begon in de jeugd bij KVVA uit Amersfoort en kwam toen in de jeugdopleiding van FC Utrecht. Daar wilde trainer Willem van Hanegem hem op vijftienjarige leeftijd in februari 2008 opnemen in de selectie van het eerste elftal voor een duel met NAC omdat Utrecht te weinig beschikbare aanvallers had. Dit werd echter verboden omdat de regels van de KNVB geen toestemming gaven voor spelers onder de zestien.
In de zomer van 2008 vertrok hij naar Borussia Dortmund vanwaar hij in januari 2010 bij FC Groningen kwam. Vanaf de zomer van 2010 komt hij uit voor Almere City FC waar hij op 27 augustus zijn debuut maakte in de uitwedstrijd tegen FC Zwolle.
In november 2010 kwam hij in het nieuws vanwege een ruzie met ploeggenoot René Osei Kofi waarbij de van AFC Ajax gehuurde Ghanees door Almere City weggestuurd werd en door Ajax ontslagen omdat hij een pistool tegen het hoofd van Gandu gezet had.
In april 2011 ontbond hij zijn contract met Almere City. Vanaf het seizoen 2011/12 speelde hij voor USV Elinkwijk. Begin 2012 ketste een transfer naar het tweede team van Red Bull Salzburg af. Vanaf maart 2014 speelt Gandu voor de Poolse derdeklasser Zagłębie Sosnowiec. Aan het einde van dezelfde maand werd hij tot het einde van het seizoen uitgeleend aan vierdeklasser SK Skra Częstochowa. 
In het seizoen 2015/16 speelt Gandu bij Topklasser Magreb '90 en in de zaal bij FCK De Hommel. Begin december 2015 kwam in het nieuws dat hij uitgeprocedeerd is in z'n asielprocedure en uitgezet kan worden. Zijn kortstondige verblijf in Polen werd door de IND als een emigratie gezien. Eind december verkreeg hij echter alsnog een permanente verblijfsvergunning.
Tijdens de voorbereiding op het seizoen 2016/17 was Gandu op proef bij N.E.C.. Hij ging echter spelen voor de Utrechtse amateurclub D.H.S.C. In 2018 ging hij naar VV DUNO. Medio 2019 keerde hij terug bij D.H.S.C. In het seizoen 2023/24 kwam hij uit voor FC Hilversum. In 2024 kwam hij wederom in het nieuws toen bleek dat hij een donornier nodig heeft.